# Whitton cum Thurleston

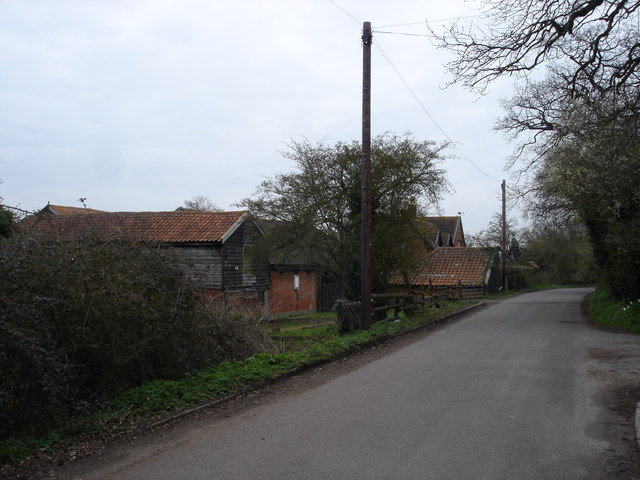
Thurleston

Whitton cum Thurleston var en civil parish fram till 1903 när den uppgick Ipswich, i distriktet Ipswich i grevskapet Suffolk i England. Civil parish var belägen 3 km från Ipswich. Det inkluderade Whitton och Thurleston. Civil parish hade 604 invånare år 1901.